# Friends (singel Aury Dione)
Friends to utwór pop napisany przez Aure Dione, Antonina Armato, Tima James, Davida Jost na drugi studyjny album duńskiej wokalistki Aury Dione. Kompozycja została wydana 2 marca 2012 roku, jako drugi singel promujący album "Before the Dinosaurs" (2011).
Piosenka podbiła polskie stacje muzyczne zajmując pierwszą pozycję na notowania Airplay oraz Polish Top 50. Kompozycja stała się również dużym hitem w Austrii, Bułgarii, Danii, Niemczech, Szwajcarii oraz Ukrainie zajmując miejsca w Top 10 tamtejszych list przebojów.

## Track listing
- CD single

1. "Friends" (Rock Mafia & David Jost Radio Mix)
2. "Friends"

- Digital download

1. "Friends" (Rock Mafia & David Jost Radio Mix) – 4:00
2. "Friends" – 3:42
3. "Friends" (Van Beil Remix) – 4:59
4. "Friends" (Banks & Rawdriguez Drumstep Remix) – 3:40
5. "Friends" (Banks & Rawdriguez Moombathon Remix) – 3:18
6. "Friends" (Bodybangers Remix) – 5:22

## Pozycje na listach
| Lista przebojów (2012)        | Najwyższa pozycja |
| ----------------------------- | ----------------- |
| Austria (Ö3 Austria Top 75)   | 3                 |
| [A] Bułgaria (IFPI)           | 1                 |
| Bułgaria (APCCHART)           | 2                 |
| Czechy (IFPI)                 | 62                |
| Dania (Tracklisten)           | 6                 |
| Europa (Billboard)            | 8                 |
| [A] Finlandia (YLEX)          | 45                |
| [A] Grecja (radio1)           | 6                 |
| Grecja (ΕΕΠΗ)                 | 11                |
| Niemcy (Media Control)        | 4                 |
| [A] Polska (ZPAV)             | 1                 |
| [A] Polska (Charly1300)       | 5                 |
| Polska (APCCHART)             | 1                 |
| [A] Rosja (TopHit)            | 2                 |
| Słowacja (IFPI)               | 26                |
| Szwajcaria (Media Control AG) | 10                |
| [A] Ukraina (TopHit)          | 13                |
| Ukraina (FDR) TOP 5           | 3                 |

Adnotacje
- A ^ Notowanie Airplay.